# イェニー・ニュストレム
イェニー・ニュストレム（Jenny Eugenia Nyström、結婚後の姓は Nyström-Stoopendaal、1854年6月13日 - 1946年1月17日）は、スウェーデンの画家、イラストレーターである。クリスマス・カードのデザインや書籍の挿絵画家として知られている。

## 略歴
スウェーデン南東スモーランド地方のカルマル市で学校教師の娘に生まれた。父親の転勤で8歳の時、マヨリナ(Majorna)に移った。ヨーテボリの女子校(Kjellbergska flickskolan) で学び.、1865年からヨーテボリ美術館の美術教室で絵を学び始め、15歳になった時には油絵を描いていた。1873年から1881年の間、ストックホルムのスウェーデン王立美術院で学んだ。1881年にアカデミーのコンペティションで、リチャード・ホール(1860-1942)と共に1等を受賞し、パリで学ぶ奨学金を受けることになった。女性の学生がこの賞を受賞するのは初めてのことだった。1882年から1886年の間パリの私立美術学校、アカデミー・コラロッシとアカデミー・ジュリアンで学んだ。1884年にはパリのサロンで作品が受理された。
1887年5月に友人の画家の兄弟で医学生のDaniel Stoopendaal(1853-1927）と結婚した。夫は結核のため、学業を続けられず、夫婦と生まれた息子の生活費を得るためにイェニーが絵や挿絵を描くことになった。
1885年にカール・ラーションやアーンシュト・ユーセフソンらが結成した美術家グループ「反逆者運動」（オプーネント、Opponent）に参加し、1886年から1896年の間、革新派の美術協会、「芸術家協会」（Konstnärsförbundet）の会員であった。
油彩やパステル、水彩で静物画や人物画も描いたが、イラストレーターとして有名になった。1875年に児童文学者ヴィクトール・リュードベリィ(Viktor Rydberg)の童話「Lille Viggs」シリーズのクリスマス・イブの冒険の挿絵で、サンタクロースのスタイルを創造し、後にそれで有名になった。その他に多くの書籍の挿絵を描いた。多くのクリスマス・カードのデザインもした。
夫は1927年に亡くなったが、息子のクルト・ニィストルム・ストーペンダール(Curt Nyström Stoopendahl: 1893-1965) は母親のスタイルのイラストレーターとして人気になった。

## 作品

治ってゆく病人、 1884.
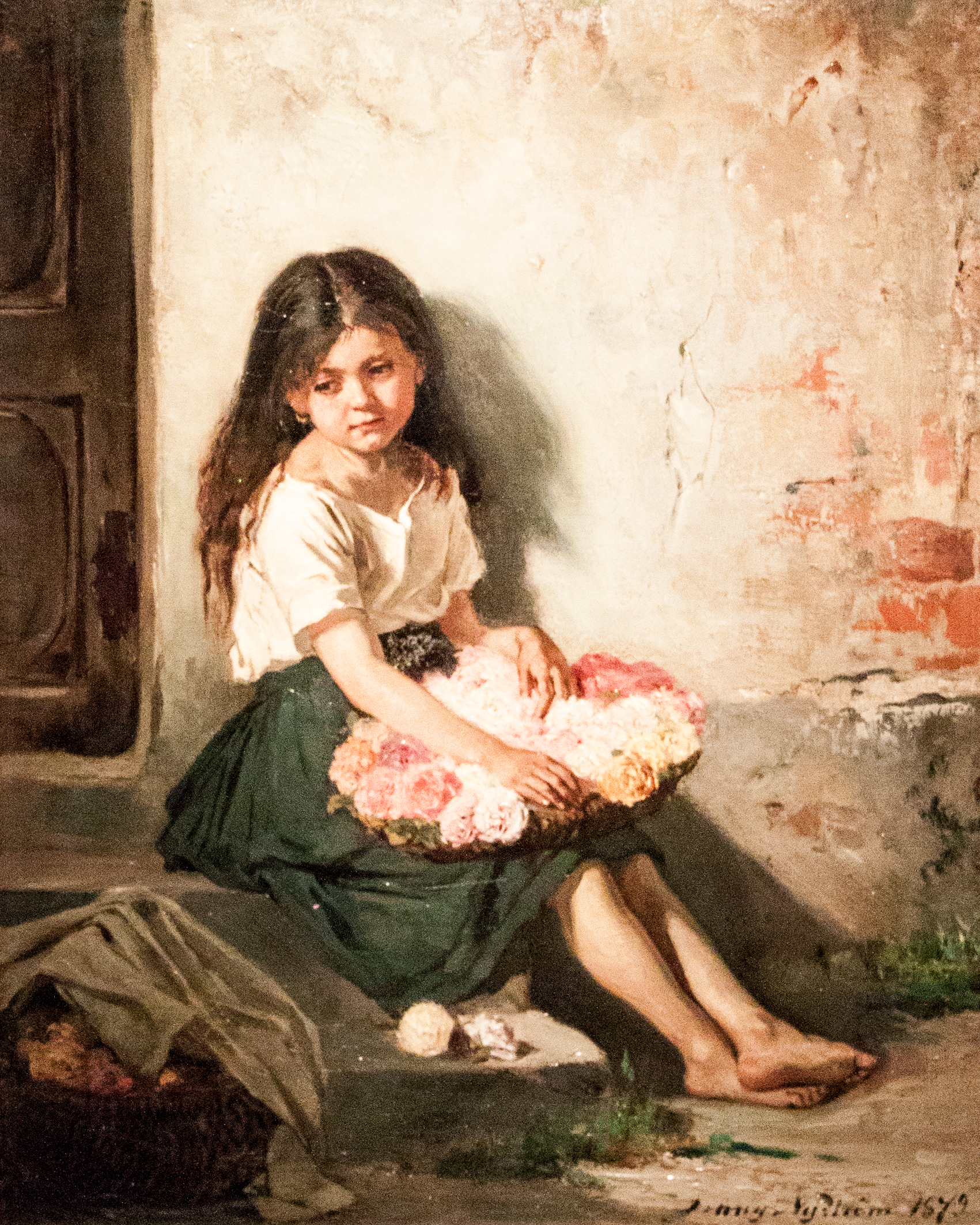
花売り娘、1879
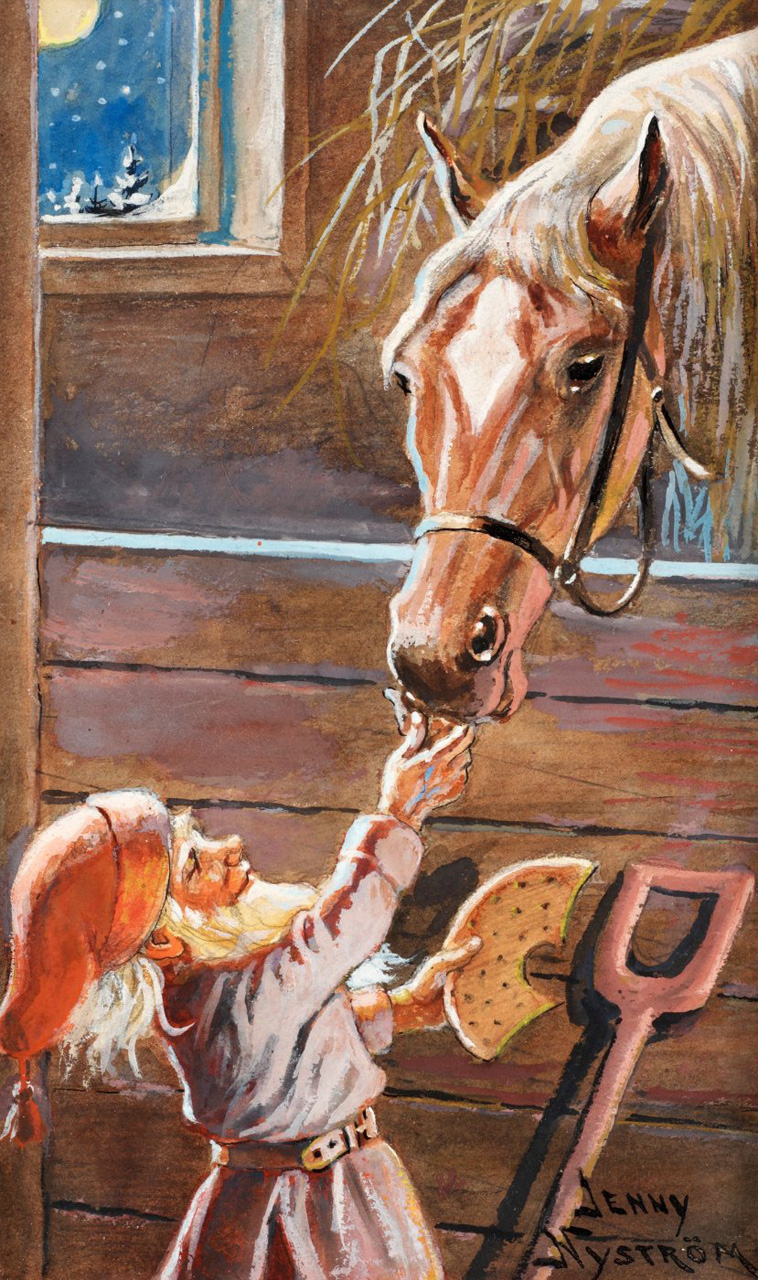
クリスマス雑誌の表紙 1904.
- クリスマス・カード
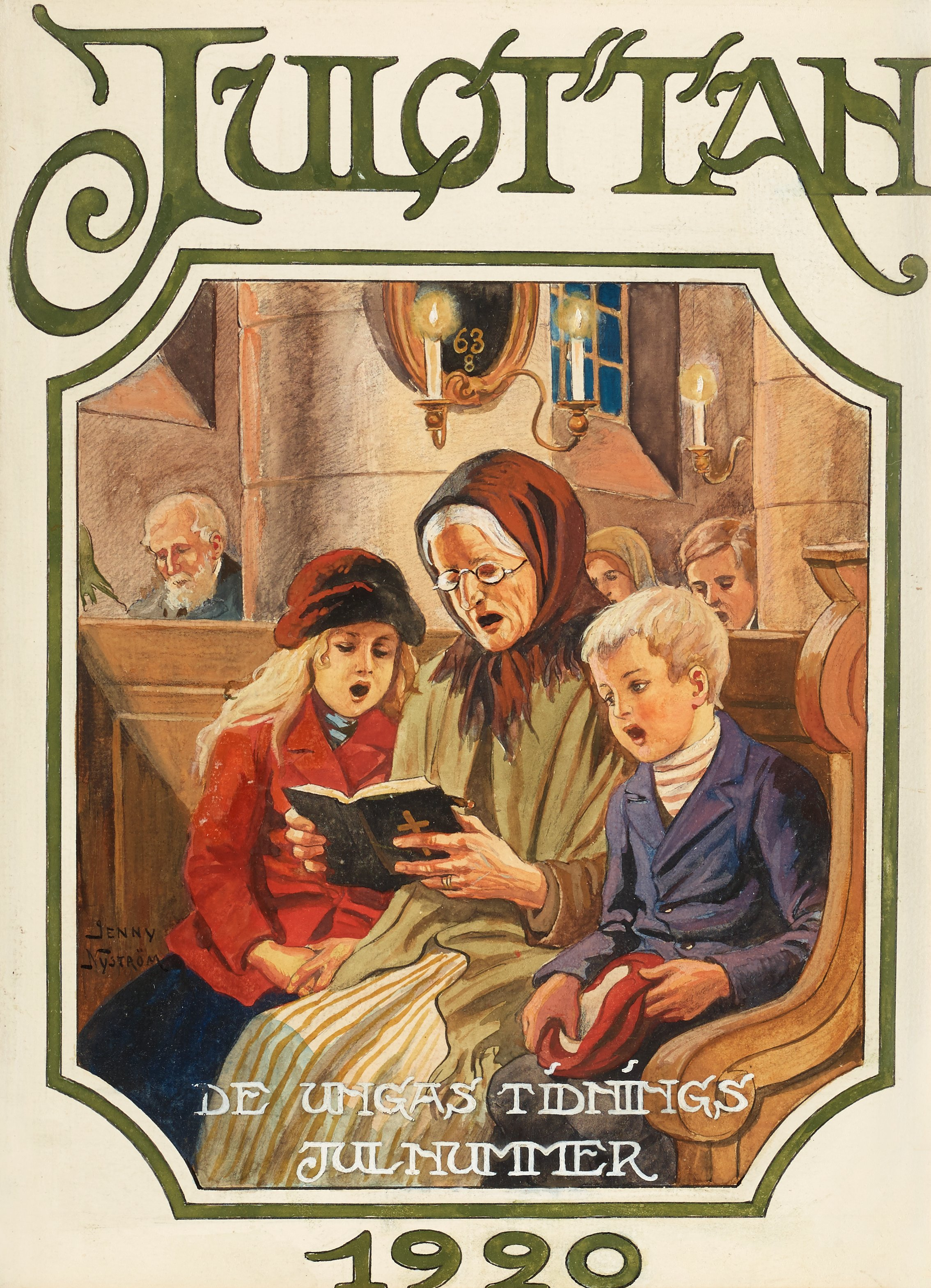
クリスマス雑誌の表紙, 1920.

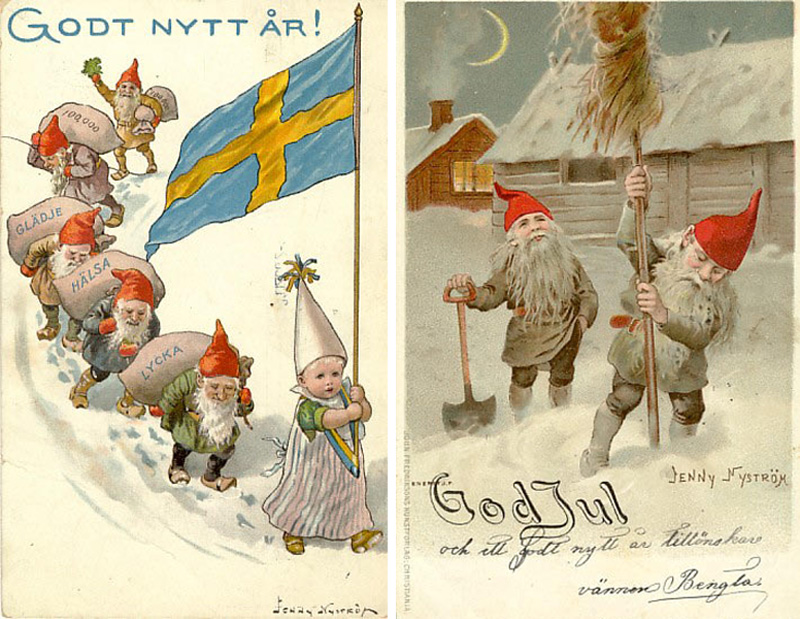
クリスマス・カード
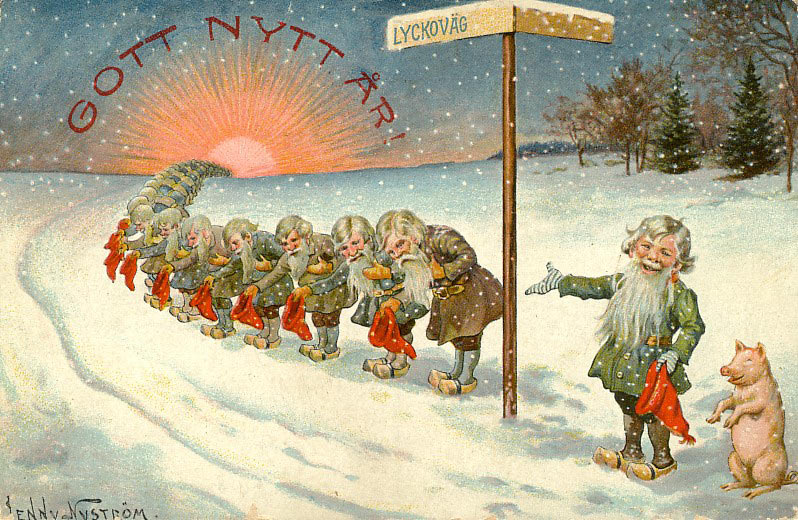
メリークリスマス！
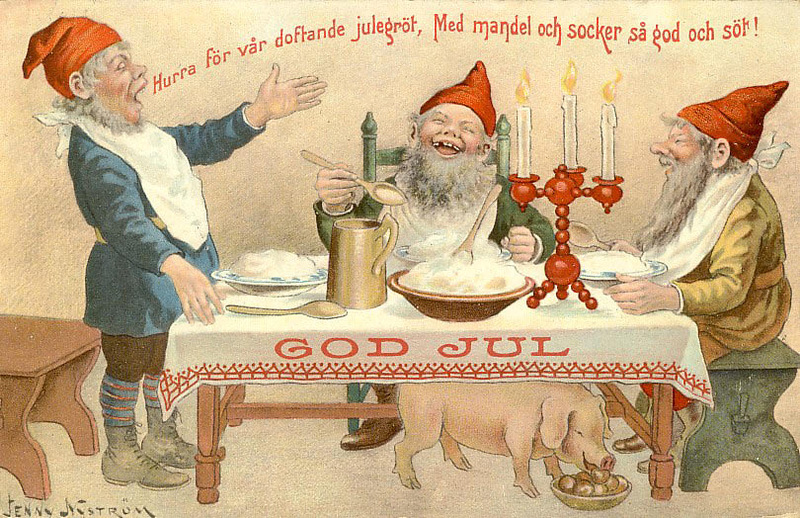
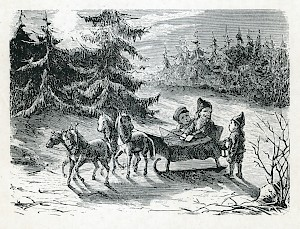